# Gaius tealei
Espèce
Gaius tealei est une espèce d'araignées mygalomorphes de la famille des Idiopidae.

## Distribution
Cette espèce est endémique d'Australie-Occidentale. Elle se rencontre au Gascoyne, au Mid West et au Pilbara.

## Description
Le mâle holotype mesure 34,6 mm et la femelle paratype 41,6 mm.

## Étymologie
Cette espèce est nommée en l'honneur de Roy Teale.

## Publication originale
- Rix, Raven & Harvey, 2018 : Systematics of the giant spiny trapdoor spiders of the genus Gaius Rainbow (Mygalomorphae: Idiopidae: Aganippini): documenting an iconic lineage of the Western Australian inland arid zone. Journal of Arachnology vol. 46, no 3, p. 438-472.